# Köllnischer Wald
Das Naturschutzgebiet Köllnischer Wald liegt auf dem Gebiet der kreisfreien Stadt Bottrop zwischen Alt-Bottrop und Kirchhellen in Nordrhein-Westfalen.

## Lage
Das Gebiet erstreckt sich nordwestlich der Kernstadt Bottrop. Am östlichen Rand des Gebietes verläuft die Landesstraße L 623, nordöstlich die A 31 und westlich die L 621. Im Süden wird der Köllnische Wald von der Bundesautobahn 2 durchschnitten und geht anschließend nahtlos in den Bottroper Stadtgarten über. Der heutige Name lässt sich darauf zurückführen, dass sich Teile des Köllnischen Waldes im Mittelalter im Besitz des Erzbistums Köln befanden und der Kölner Erzbischof das Jagdrecht ausüben durfte. Einzelne Flurstücksbezeichnungen wie Bischofsondern bezeugen die einstigen Besitzverhältnisse.
Seit Mitte des 20. Jahrhunderts wird der Köllnische Wald künstlich (mit Pumpen) trocken gehalten, da durch die bergbaubedingten Absenkungen des Geländes die natürliche Vorflut zahlreicher Fließgewässer nicht mehr gewährleistet ist. Der Wald liegt oberhalb des untertägigen Abbaufeldes des ehemaligen Bergwerks Prosper Haniel, das im Dezember 2018 stillgelegt wurde. Teile des Bergwerksgeländes grenzen unmittelbar an den Köllnischen Wald und sind unmittelbar von den Spätfolgen des Bergbaus betroffen.

## Bedeutung
Für Bottrop ist seit 1988 ein etwa 188 Hektar großes Gebiet unter der Kenn-Nummer BOT-005 als Naturschutzgebiet ausgewiesen, in dem Teilflächen entlang des Spechtsbachs gemäß Flora Fauna Habitatrichtlinie der Europäischen Union auch als FFH-Gebiet gekennzeichnet sind.
Der Köllnische Wald gilt als größter zusammenhängender und naturnaher Laubmischwald im westfälischen Flachland. Er zeichnet sich im tiefer gelegenen östlichen Bereich des kreidezeitlichen Mergels durch einen strukturreichen Bestand alter Rotbuchen mit ausgedehnter Krautschicht aus Waldhainsimse, Waldflattergras, Bärlauch, Waldmeister und Buschwindröschen sowie in den topografisch höher gelegenen, sandigen Arealen der altpleistozänen Hauptterrasse durch bodensaure Eichenwälder aus.
Weitere Fließgewässer sind neben dem Spechtsbach der Düsslingsbach, der Vorthbach und der Scheidgensbach, die allesamt zum Flusssystem der Boye, einem Nebenfluss der Emscher, gehören.
Der Köllnische Wald gehört zum Naturpark Hohe Mark.